# Auchmophoba
Auchmophoba là một chi bướm đêm thuộc họ Crambidae.

## Các loài
- Auchmophoba alternata (Warren, 1895)
- Auchmophoba costastrigalis (Hampson, 1896)

Các loài trước đây
- Auchmophoba tynnuta Turner, 1913
- Auchmophoba sufetuloides Hampson, 1919